# ВирусБлокАда
ВирусБлокАда (VBA32) — антивирусное программное обеспечение, разработанное и развиваемое одноимённой белорусской компанией. Программа способна выявлять и обезвреживать вредоносный код в приложениях, в почтовой корреспонденции и в архивах.

## Системные требования
Программа способна работать под управлением операционных систем семейства Windows (от XP SP3/XP Professional x64 SP2/Server 2003 SP2 до 10 (поддерживаются как 32-х, так и 64-х битные версии)), ей требуется процессор не старше AMD Athlon 64/Intel Pentium 4 (рекомендуется как минимум 2-х ядерный процессор), 512 Мбайт свободного ОЗУ (рекомендуется 1 Гбайт) и 512 Мбайт свободного места для самой программы и антивирусных баз. Поддержка продуктов для операционных систем XP SP3/XP Professional x64 SP2/Server 2003 SP2 начиная с 17 сентября 2019 года переведена в ограниченный режим (выпуск только обновлений баз и критически важных исправлений, версия продукта для данных систем на 7 октября 2019 года — 3.36.1)), поддержка продуктом ОС Windows Vista в дальнейшем также может быть ограничена. Для функционирования Linux версий продукта требуется glibc 2.17 или новее.

## Функции
Программа способна проверить как файлы (в том числе архивы и файлы, обработанные упаковщиками и протекторами), так и содержимое памяти ПК. Поддерживается обработка и удаление вредоносного содержимого почтовых сообщений на базах Microsoft Outlook Express, Microsoft Outlook, The Bat!. Антивирусные базы автоматически обновляются через Интернет, обновление программы в большинстве случаев не требует перезагрузки.
В программу включён эвристический анализатор, а также заявлены особые технологии выявления вредоносного ПО (семейство технологий XScope). Разработчиками также отмечается встроенный в программу эмулятор процессора/операционной системы с динамической трансляцией кода, обрабатывающий полиморфные, упакованные и зашифрованные вирусы, используется в распаковщике исполняемых файлов, обработанных программами защиты кода от исследования и программами-упаковщиками.

## Области применения
Разработчики рекомендуют применять программу как на персональных компьютерах и рабочих станциях, так и на интернет-шлюзах, файловых и почтовых серверах, в том числе под управлением Linux. Центр Управления Vba32 с веб-интерфейсом позволяет организовать централизованное управление и сбор статистики о работе антивирусного комплекса Vba32 на рабочих станциях как в локальной сети, так и с множеством территориально распределённых отделений.

## Разработчик
ОДО «ВирусБлокАда» — белорусский разработчик антивирусного программного обеспечения, резидент парка высоких технологий с 6 декабря 2006 года. Компания основана в мае 1997 года.